# Chesneya spinosa
Chesneya spinosa är en ärtväxtart som beskrevs av Pei Chun Qiong Li. Chesneya spinosa ingår i släktet Chesneya och familjen ärtväxter. Inga underarter finns listade i Catalogue of Life.